# Мед и млеко
„Мед и млеко“ је први самостални студијски албум Александре Ковач који је 2006. године објавила издавачка кућа Комуна.

## Списак песама
1. „Интро“ – 0:39
2. „Ти“ – 3:55
3. – 3:16
4. „Лутрија“ – 3:22
5. „Није нам време“ – 5:29
6. „Да те волим“ – 3:21
7. – 3:37
8. – 3:33
9. „Немој овако“ – 4:52
10. „Овде ти је дом“ – 4:19